# 流星レコード
「流星レコード」（りゅうせいレコード）は、marbleの4枚目のシングル。2008年8月6日にLantisから発売された。

## 概要
表題曲『流星レコード』は、テレビアニメ『ひだまりスケッチ×365』のエンディングとして使用された。シングルでは初めて、グループの写真がジャケットに使用された。
レコーディング前日にギターの菊池達也が左手を怪我し、自力で動かすことができなくなってしまった。そのため、一小節ごとに弦を抑え直して演奏したものを録音して、それを繋ぎ合わせている。

## 収録曲
（全作詞：micco、作曲・編曲：菊池達也）
1. 流星レコード [4:18]
ストリングスアレンジ：ぺーじゅん
2. ハミングバード [4:12]
3. 流星レコード（INSTRUMENTAL）
4. ハミングバード（INSTRUMENTAL）

## 収録作品
| 曲名                                                      | 収録アルバム  | 発売日        | 備考                    |
| --------------------------------------------------------- | ------------- | ------------- | ----------------------- |
| 流星レコード （Acoustic&Eigteen's Shooting Star Version） | ひだま〜ぶる  | 2008年9月26日 | 1stコンセプト・アルバム |
| 流星レコード                                              | 空想ジェット! | 2009年10月7日 | 2ndスタジオ・アルバム   |
| 流星レコード                                              | 風道花うた    | 2012年6月6日  | 2ndベストアルバム       |
| ハミングバード                                            | 空想ジェット! | 2009年10月7日 | 2ndスタジオ・アルバム   |